# فهرست رکوردها و آمار باشگاه فوتبال بایرن مونیخ
باشگاه فوتبال بایرن مونیخ باشگاه فوتبال آلمانی است که در مونیخ، پایتخت ایالت باواریا قرار دارد. بایرن مونیخ به عنوان موفق‌ترین باشگاه فوتبال در آلمان شناخته‌شده و یکی از ریشه‌دارترین باشگاه‌های فوتبال در این کشور است که موفق به کسب ۳۴ قهرمانی بوندس‌لیگا و ۲۰ قهرمانی در جام حذفی آلمان شده‌است و در جهان این باشگاه در رتبه سوم قرار دارد. بایرن در سال ۱۹۰۰ میلادی توسط ۱۱ فوتبالیست و در راس آن فرانتس جان تأسیس شد. بهترین دوران تاریخ باشگاه به اواسط دهه ۷۰ میلادی بر می‌گردد که بایرن تحت کاپیتانی فرانتس بکن‌باوئر موفق به ۳ قهرمانی پشت سر هم (۱۹۷۶–۱۹۷۴) در لیگ قهرمانان اروپا شد. بایرن همچنین موفق به یک قهرمانی در لیگ اروپا و یک قهرمانی در جام برندگان جام اروپا و دو قهرمانی درجام باشگاه‌های جهان شده‌است که آن‌ها را تبدیل به یکی از قدرتمندترین و پرافتخارترین تیم‌های اروپایی کرده‌است.
این فهرست شامل جزئیات دقیق و شرح ریز سوابق و پیشینه‌های باشگاه فوتبال بایرن مونیخ می‌باشد.

## مربیان

### تا سال ۱۹۶۳
اطلاعات و جزئیات مربیان باشگاه بایرن مونیخ تا پیش از دوران آغاز بوندس‌لیگای آلمان بر اساس وبگاه رسمی باشگاه، در جدول زیر درج شده‌است.
| مربی                    | ملیت              | دوران  | دوران  | عناوین                   |
| مربی                    | ملیت              | از سال | تا سال | عناوین                   |
| ----------------------- | ----------------- | ------ | ------ | ------------------------ |
| دکتر ویلم هسلینک        | Netherlands       | ۱۹۰۲   | ۱۹۰۵   |                          |
| توماس تیلور             | England           | ۱۹۰۶   | ۱۹۰۹   |                          |
| دکتر جرج هوئر           | England           | ۱۹۰۹   | ۱۹۱۱   |                          |
| چارلز گریفیث            | England           | ۱۹۱۱   | ۱۹۱۲   |                          |
| ویلیام تاونلی           | England           | ۱۹۱۳   | ۱۹۲۱   |                          |
| ایزیدور کورشنر          | Hungary           | ۱۹۲۱   | ۱۹۲۲   |                          |
| جیمز مک پرسون جونیور    | Scotland          | ۱۹۲۵   | ۱۹۲۶   |                          |
| لئو وایز                | Hungary           | ۱۹۲۶   | ۱۹۲۸   |                          |
| کالمان کانرد            | Hungary           | ۱۹۲۸   | ۱۹۳۰   |                          |
| ریچارد دومبی            | Hungary           | ۱۹۳۰   | ۱۹۳۳   | ۱ قهرمانی لیگ            |
| هانس تاچرت              | Germany           | ۱۹۳۳   | ۱۹۳۴   |                          |
| لادویگ هافمن            | Germany           | ۱۹۳۴   | ۱۹۳۵   |                          |
| دکتر ریچارد میشالک      | Germany           | ۱۹۳۶   | ۱۹۳۷   |                          |
| هاینز کورنر             | Germany           | ۱۹۳۷   | ۱۹۳۸   |                          |
| لودیگ گولدبرونر         | Germany           | ۱۹۳۸   | ۱۹۴۳   |                          |
| کانرد هایدکمپ           | Germany           | ۱۹۴۳   | ۱۹۴۵   |                          |
| آلفرد شفر               | Hungary           | ۱۹۴۵   | ۱۹۴۵   |                          |
| ریچارد هوگ              | Germany           | ۱۹۴۶   | ۱۹۴۶   |                          |
| یوزف پوتیگر             | Germany           | ۱۹۴۶   | ۱۹۴۷   |                          |
| فرانتس دیتل             | Germany           | ۱۹۴۷   | ۱۹۴۸   |                          |
| آلو ریمکه               | Germany           | ۱۹۴۸   | ۱۹۵۰   |                          |
| داوید دیویسون           | England           | ۱۹۵۰   | ۱۹۵۰   |                          |
| کانرد هایدکمپ هربرت مول | Germany · Germany | ۱۹۵۱   | ۱۹۵۱   |                          |
| دکتر مکس شفر            | Germany           | ۱۹۵۱   | ۱۹۵۳   |                          |
| گئورگ بایرر             | Germany           | ۱۹۵۳   | ۱۹۵۴   |                          |
| گئورگ کنوپفله           | Germany           | ۱۹۵۴   | ۱۹۵۴   |                          |
| یاکوب اشترایتل          | Germany           | ۱۹۵۵   | ۱۹۵۵   |                          |
| ویلیبالد هان            | Germany           | ۱۹۵۶   | ۱۹۵۷   | ۱ قهرمانی جام حذفی آلمان |
| هربرت مول               | Germany           | ۱۹۵۷   | ۱۹۵۸   |                          |
| آدولف پاتک              | Hungary           | ۱۹۵۸   | ۱۹۶۱   |                          |
| هلموت اشنایدر           | Germany           | ۱۹۶۱   | ۱۹۶۳   |                          |
| هربرت ارهاردت           | Germany           | ۱۹۶۳   | ۱۹۶۳   |                          |

### از سال ۱۹۶۳

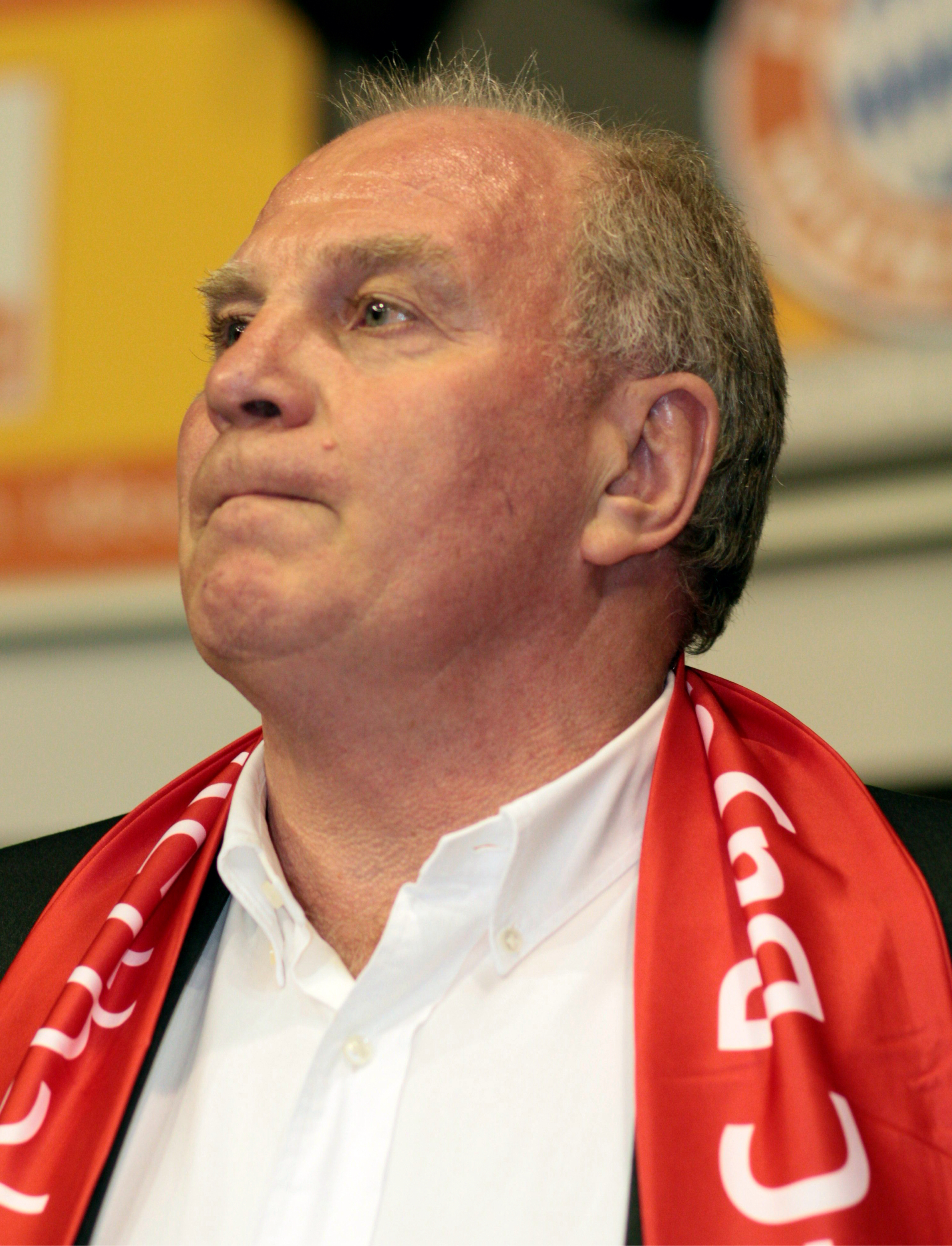
اولی هوینس، رئیس سابق باشگاه

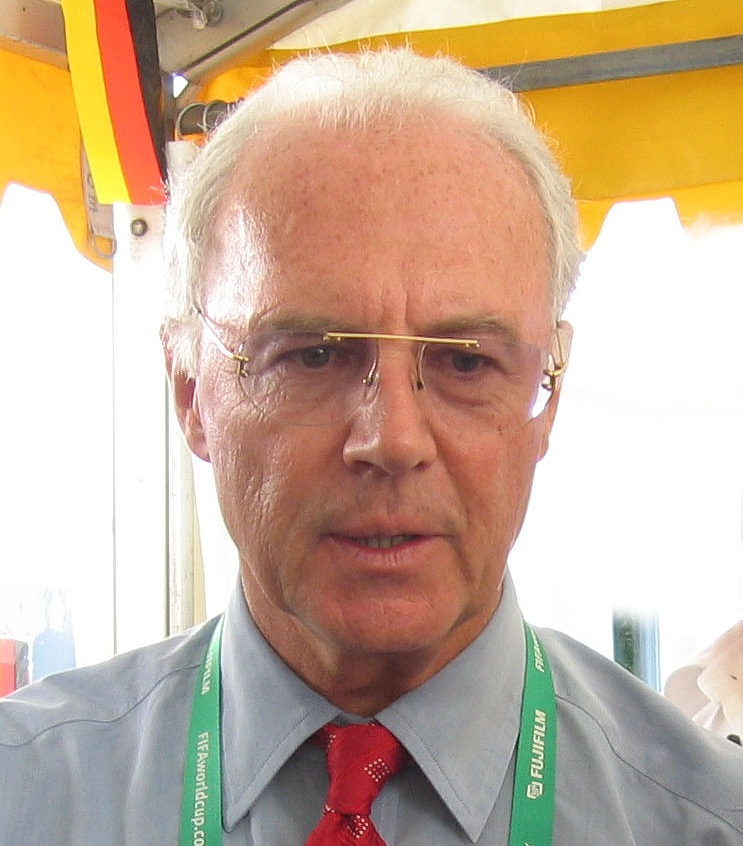
فرانتس بکن‌باوئر، بازیکن، مربی، مدیر و رئیس سابق باشگاه

با تأسیس باشگاه، فرانتس جان به عنوان اولین رئیس بایرن مونیخ انتخاب شد. رئیس کنونی بایرن، هربت هاینر، سی و هشتمین رئیس باشگاه می‌باشد که در حال سپری‌کردن اولین دورهٔ ریاست خود می‌باشد.
با تأسیس باشگاه، فرانتس جان به عنوان اولین رئیس بایرن مونیخ انتخاب شد. رئیس کنونی بایرن، اولی هوینس، سی و هفتمین رئیس باشگاه می‌باشد که در حال سپری‌کردن دومین دورهٔ ریاست خود می‌باشد.
با تأسیس باشگاه، فرانتس جان به عنوان اولین رئیس بایرن مونیخ انتخاب شد. رئیس کنونی بایرن، اولی هوینس، سی و هفتمین رئیس باشگاه می‌باشد که در حال سپری‌کردن دومین دورهٔ ریاست خود می‌باشد.
با تأسیس باشگاه، فرانتس جان به عنوان اولین رئیس بایرن مونیخ انتخاب شد. رئیس کنونی بایرن، اولی هوینس، سی و هفتمین رئیس باشگاه می‌باشد که در حال سپری‌کردن دومین دورهٔ ریاست خود می‌باشد.

## رؤسای باشگاه
با تأسیس باشگاه، فرانتس جان به عنوان اولین رئیس بایرن مونیخ انتخاب شد. رئیس کنونی بایرن، اولی هوینس، سی و هفتمین رئیس باشگاه می‌باشد که در حال سپری‌کردن دومین دورهٔ ریاست خود می‌باشد.
| شماره | مربی                   | ملیت                                     | دوران           | دوران           | دوران       | رکورد لیگ | رکورد لیگ | رکورد لیگ | رکورد لیگ | رکورد لیگ | رکورد لیگ | تعداد عناوین | داخلی | داخلی | داخلی | داخلی | اروپایی | اروپایی | اروپایی | اروپایی | جهانی | جهانی |
| شماره | مربی                   | ملیت                                     | از روز          | تا روز          | تعداد روزها | ت‌ب        | ب         | ت         | ب         | گ‌ز        | گ‌خ        | تعداد عناوین | ب‌ل    | ج‌ح‌آ   | ل‌پ    | س‌ج    | ل‌ق‌ا     | ل‌ا      | س‌ج      | ج‌ب‌ا     | ج‌ب‌ق   | ج‌ج‌ب   |
| ----- | ---------------------- | ---------------------------------------- | --------------- | --------------- | ----------- | --------- | --------- | --------- | --------- | --------- | --------- | ------------ | ----- | ----- | ----- | ----- | ------- | ------- | ------- | ------- | ----- | ----- |
| ۱     | زلاتکو چایکوفسکی       | Socialist Federal Republic of Yugoslavia | ۱ ژوئیه ۱۹۶۳    | ۳۰ ژوئن ۱۹۶۸    | ۱٬۸۲۶       | ۱۰۲       | ۵۲        | ۱۸        | ۳۲        | ۲۱۱       | ۱۷۰       | ۳            | –     | ۲     | –     | –     | –       | –       | –       | ۱       | –     | –     |
| ۲     | برانکو زبتس            | Socialist Federal Republic of Yugoslavia | ۱ ژوئیه ۱۹۶۸    | ۱۳ مارس ۱۹۷۰    | ۶۲۰         | ۵۸        | ۳۲        | ۱۴        | ۱۲        | ۱۱۷       | ۵۶        | ۲            | ۱     | ۱     | –     | –     | –       | –       | –       | –       | –     | –     |
| ۳     | اودو لاتک              | Germany                                  | ۱۴ مارس ۱۹۷۰    | ۲ ژانویه ۱۹۷۵   | ۱٬۷۵۵       | ۱۶۳       | ۱۰۲       | ۳۳        | ۲۸        | ۴۲۴       | ۲۰۲       | ۵            | ۳     | ۱     | –     | –     | ۱       | –       | –       | –       | –     | –     |
| ۴     | دتمار کرامر            | Germany                                  | ۱۶ ژانویه ۱۹۷۵  | ۳۰ نوامبر ۱۹۷۷  | ۱٬۰۴۹       | ۱۰۱       | ۴۰        | ۲۷        | ۳۴        | ۲۰۵       | ۱۸۰       | ۳            | –     | –     | –     | –     | ۲       | –       | –       | –       | ۱     | –     |
| ۵     | یولا لورانت            | Hungary                                  | ۲ دسامبر ۱۹۷۷   | ۲۸ فوریه ۱۹۷۹   | ۴۵۳         | ۳۸        | ۱۶        | ۱۰        | ۱۲        | ۷۲        | ۵۷        | –            | –     | –     | –     | –     | –       | –       | –       | –       | –     | –     |
| ۶     | پال سرنای              | Hungary                                  | ۱ مارس ۱۹۷۹     | ۱۶ مه ۱۹۸۳      | ۱٬۵۳۷       | ۱۴۷       | ۸۷        | ۳۱        | ۲۹        | ۳۴۶       | ۱۷۳       | ۴            | ۲     | ۱     | –     | ۱     | –       | –       | –       | –       | –     | –     |
| ۷     | راینهارد سافتیگ (موقت) | Germany                                  | ۱۷ مه ۱۹۸۳      | ۳۰ ژوئن ۱۹۸۳    | ۴۴          | ۳         | ۱         | ۱         | ۱         | ۷         | ۷         | –            | –     | –     | –     | –     | –       | –       | –       | –       | –     | –     |
| ۸     | اودو لاتک              | Germany                                  | ۱ ژوئیه ۱۹۸۳    | ۳۰ ژوئن ۱۹۸۷    | ۱٬۴۶۰       | ۱۳۶       | ۸۲        | ۳۵        | ۱۹        | ۳۱۳       | ۱۴۱       | ۵            | ۳     | ۲     | –     | –     | –       | –       | –       | –       | –     | –     |
| ۹     | یوپ هاینکس             | Germany                                  | ۱ ژوئیه ۱۹۸۷    | ۸ اکتبر ۱۹۹۱    | ۱٬۵۶۰       | ۱۴۸       | ۸۲        | ۴۰        | ۲۶        | ۳۰۳       | ۱۵۷       | ۴            | ۲     | –     | –     | ۲     | –       | –       | –       | –       | –     | –     |
| ۱۰    | سورن لربی              | Denmark                                  | ۹ اکتبر ۱۹۹۱    | ۱۰ مارس ۱۹۹۲    | ۱۵۳         | ۱۵        | ۴         | ۵         | ۶         | ۲۳        | ۲۳        | –            | –     | –     | –     | –     | –       | –       | –       | –       | –     | –     |
| ۱۱    | اریش ریبک              | Germany                                  | ۱۱ مارس ۱۹۹۲    | ۲۷ دسامبر ۱۹۹۳  | ۶۵۶         | ۶۵        | ۳۱        | ۲۰        | ۱۴        | ۱۳۷       | ۸۹        | –            | –     | –     | –     | –     | –       | –       | –       | –       | –     | –     |
| ۱۲    | فرانتس بکن‌باوئر        | Germany                                  | ۲۸ دسامبر ۱۹۹۳  | ۳۰ ژوئن ۱۹۹۴    | ۱۸۴         | ۱۴        | ۹         | ۲         | ۳         | ۲۶        | ۱۴        | ۱            | ۱     | –     | –     | –     | –       | –       | –       | –       | –     | –     |
| ۱۳    | جووانی تراپاتونی       | Italy                                    | ۱ ژوئیه ۱۹۹۴    | ۳۰ ژوئن ۱۹۹۵    | ۳۶۴         | ۳۴        | ۱۵        | ۱۳        | ۶         | ۴۳        | ۲۵        | –            | –     | –     | –     | –     | –       | –       | –       | –       | –     | –     |
| ۱۴    | اتو ریهاگل             | Germany                                  | ۱ ژوئیه ۱۹۹۵    | ۲۷ آوریل ۱۹۹۶   | ۳۰۱         | ۳۰        | ۱۸        | ۴         | ۸         | ۵۸        | ۳۷        | –            | –     | –     | –     | –     | –       | –       | –       | –       | –     | –     |
| ۱۵    | فرانتس بکن‌باوئر (موقت) | Germany                                  | ۲۹ آوریل ۱۹۹۶   | ۳۰ ژوئن ۱۹۹۶    | ۶۲          | ۳         | ۱         | ۰         | ۲         | ۶         | ۷         | ۱            | –     | –     | –     | –     | –       | ۱       | –       | –       | –     | –     |
| ۱۶    | جووانی تراپاتونی       | Italy                                    | ۱ ژوئیه ۱۹۹۶    | ۳۰ ژوئن ۱۹۹۸    | ۷۲۹         | ۶۸        | ۲۹        | ۲۰        | ۹         | ۱۳۷       | ۸۱        | ۳            | ۱     | ۱     | ۱     | –     | –       | –       | –       | –       | –     | –     |
| ۱۷    | اوتمار هیتسفلد         | Germany                                  | ۱ ژوئیه ۱۹۹۸    | ۳۰ ژوئن ۲۰۰۴    | ۲٬۱۹۱       | ۲۰۴       | ۱۲۸       | ۴۱        | ۳۵        | ۴۲۵       | ۱۸۱       | ۱۱           | ۴     | ۲     | ۳     | –     | ۱       | –       | –       | –       | ۱     | –     |
| ۱۸    | فیلیکس ماگات           | Germany                                  | ۱ ژوئیه ۲۰۰۴    | ۳۱ ژانویه ۲۰۰۷  | ۹۴۴         | ۸۷        | ۵۶        | ۱۸        | ۱۳        | ۱۷۴       | ۸۷        | ۵            | ۲     | ۲     | ۱     | –     | –       | –       | –       | –       | –     | –     |
| ۱۹    | اوتمار هیتسفلد         | Germany                                  | ۱ فوریه ۲۰۰۷    | ۳۰ ژوئن ۲۰۰۸    | ۵۱۵         | ۴۹        | ۳۰        | ۱۲        | ۷         | ۹۱        | ۳۹        | ۳            | ۱     | ۱     | ۱     | –     | –       | –       | –       | –       | –     | –     |
| ۲۰    | یورگن کلینزمن          | Germany                                  | ۱ ژوئیه ۲۰۰۸    | ۲۷ آوریل ۲۰۰۹   | ۳۰۰         | ۲۹        | ۱۶        | ۶         | ۷         | ۵۹        | ۳۷        | –            | –     | –     | –     | –     | –       | –       | –       | –       | –     | –     |
| ۲۱    | یوپ هاینکس (موقت)      | Germany                                  | ۲۸ آوریل ۲۰۰۹   | ۳۰ ژوئن ۲۰۰۹    | ۶۳          | ۵         | ۴         | ۱         | ۰         | ۱۲        | ۵         | –            | –     | –     | –     | –     | –       | –       | –       | –       | –     | –     |
| ۲۲    | لوئی فان خال           | Netherlands                              | ۱ ژوئیه ۲۰۰۹    | ۹ آوریل ۲۰۱۱    | ۶۴۷         | ۶۳        | ۳۵        | ۱۷        | ۱۱        | ۱۳۳       | ۶۶        | ۳            | ۱     | ۱     | –     | ۱     | –       | –       | –       | –       | –     | –     |
| ۲۳    | آندریاس جونکر (موقت)   | Netherlands                              | ۱۰ آوریل ۲۰۱۱   | ۳۰ ژوئن ۲۰۱۱    | ۸۱          | ۵         | ۴         | ۱         | ۰         | ۲۰        | ۵         | –            | –     | –     | –     | –     | –       | –       | –       | –       | –     | –     |
| ۲۴    | یوپ هاینکس             | Germany                                  | ۱ ژوئیه ۲۰۱۱    | ۳۰ ژوئن ۲۰۱۳    | ۷۳۰         | ۶۸        | ۵۲        | ۸         | ۸         | ۱۷۵       | ۴۰        | ۴            | ۱     | ۱     | –     | ۱     | ۱       | –       | –       | –       | –     | –     |
| ۲۵    | پپ گواردیولا           | Spain                                    | ۱ ژوئیه ۲۰۱۳    | ۳۰ ژوئن ۲۰۱۶    | ۱٬۰۹۵       | ۱۰۲       | ۸۲        | ۱۱        | ۹         | ۲۵۴       | ۵۸        | ۷            | ۳     | ۲     | –     | –     | –       | –       | ۱       | –       | –     | ۱     |
| ۲۶    | کارلو آنچلوتی          | Italy                                    | ۱ ژوئیه ۲۰۱۶    | ۲۸ سپتامبر ۲۰۱۷ | ۴۵۴         | ۳۸        | ۲۹        | ۸         | ۳         | ۱۰۳       | ۲۷        | ۳            | ۱     | –     | –     | ۲     | –       | –       | –       | –       | –     | –     |
| ۲۷    | ویلی سانیول (موقت)     | France                                   | ۲۹ سپتامبر ۲۰۱۷ | ۸ اکتبر ۲۰۱۷    | ۹           | ۱         | ۰         | ۱         | ۰         | ۲         | ۲         | –            | –     | –     | –     | –     | –       | –       | –       | –       | –     | –     |
| ۲۸    | یوپ هاینکس             | Germany                                  | ۹ اکتبر ۲۰۱۷    | ۱ ژوئیه ۲۰۱۸    | ۲۶۵         | ۲۴        | ۲۳        | ۰         | ۱         | ۶۳        | ۱۶        | ۱            | ۱     | –     | –     | –     | –       | –       | –       | –       | –     | –     |
| ۲۹    | نیکو کواچ              | Croatia                                  | ۱ ژوئیه ۲۰۱۸    | ۳ نوامبر ۲۰۱۹   | ۴۹۰         | ۴۴        | ۲۹        | ۹         | ۱۶        | ۱۱۳       | ۴۸        | ۳            | ۱     | ۱     | ۱     |       |         |         |         |         |       |       |

| عصر       | رئیس                                |
| --------- | ----------------------------------- |
| ۱۹۰۰–۱۹۰۳ | فرانتس جان                          |
| ۱۹۰۳–۱۹۰۶ | دکتر ویلم هسلینک                    |
| ۱۹۰۶–۱۹۰۷ | دکتر آنجلو نور                      |
| ۱۹۰۷–۱۹۰۸ | دکتر کورت مولر                      |
| ۱۹۰۸–۱۹۰۹ | دکتر آنجلو نور                      |
| ۱۹۰۹–۱۹۱۰ | اتو واگنر                           |
| ۱۹۱۰–۱۹۱۳ | دکتر آنجلو نور                      |
| ۱۹۱۳–۱۹۱۴ | کورت لانداور                        |
| ۱۹۱۴–۱۹۱۵ | فرد دونن                            |
| ۱۹۱۵      | هانس توش                            |
| ۱۹۱۵      | فریتس مایر                          |
| ۱۹۱۶      | هانس برمولر                         |
| ۱۹۱۶–۱۹۱۹ | فریتس مایر                          |
| ۱۹۱۹–۱۹۲۱ | کورت لانداور                        |
| ۱۹۲۱–۱۹۲۲ | فرد دونن                            |
| ۱۹۲۲–۱۹۳۳ | کورت لانداور                        |
| ۱۹۳۳–۱۹۳۴ | زیگفرید هرمان                       |
| ۱۹۳۴–۱۹۳۵ | دکتر کارل-هاینز اوتینگر             |
| ۱۹۳۵–۱۹۳۷ | دکتر ریچارد آمس‌مایر                 |
| ۱۹۳۷–۱۹۳۸ | فرانتس نوسهاردت                     |
| ۱۹۳۸–۱۹۴۳ | دکتر فرانتس کلنر                    |
| ۱۹۴۳–۱۹۴۵ | جوزف ساتر                           |
| ۱۹۴۵      | فرانتس خاویر هایل‌مان‌سدر             |
| ۱۹۴۵      | جوزف بایر                           |
| ۱۹۴۵–۱۹۴۷ | زیگفرید هرمان                       |
| ۱۹۴۷–۱۹۵۱ | کورت لانداور                        |
| ۱۹۵۱–۱۹۵۳ | ژولیوس شورینگ                       |
| ۱۹۵۳–۱۹۵۵ | آدولف فیشر کارلی وایلد هوگو تیسینجر |
| ۱۹۵۵–۱۹۵۸ | آلفرد رایت‌لینگر                     |
| ۱۹۵۸–۱۹۶۲ | رولاند اندلر                        |
| ۱۹۶۲–۱۹۷۹ | ویلهلم نیودکر                       |
| ۱۹۷۹–۱۹۸۵ | ویلی او. هافمن                      |
| ۱۹۸۵–۱۹۹۴ | پروفسور فریتس شرر                   |
| ۱۹۹۴–۲۰۰۹ | فرانتس بکن‌باوئر                     |
| ۲۰۰۹–۲۰۱۴ | اولی هوینس                          |
| ۲۰۱۴–۲۰۱۶ | کارل هوپفنر                         |
| ۲۰۱۶–     | اولی هوینس                          |

## عناوین و افتخارات
بایرن مونیخ موفق به دریافت ۸۴ جام رسمی (۱۴ جام بین‌المللی و ۷۰ جام ملی) شده‌است.

### عناوین ملی (۷۰)
- بوندس‌لیگا
  - قهرمانی (۳۴ بار): ۱۹۳۱–۳۲، ۱۹۶۸–۶۹، ۱۹۷۱–۷۲، ۱۹۷۲–۷۳، ۱۹۷۳–۷۴، ۱۹۷۹–۸۰، ۱۹۸۰–۸۱، ۱۹۸۴–۸۵، ۱۹۸۵–۸۶، ۱۹۸۶–۸۷، ۱۹۸۸–۸۹، ۱۹۸۹–۹۰، ۱۹۹۳–۹۴، ۱۹۹۶–۹۷، ۱۹۹۸–۹۹، ۱۹۹۹–۲۰۰۰، ۲۰۰۰–۰۱، ۲۰۰۲–۰۳، ۲۰۰۴–۰۵، ۲۰۰۵–۰۶، ۲۰۰۷–۰۸، ۲۰۰۹–۱۰، ۲۰۱۲–۱۳، ۲۰۱۳–۱۴، ۲۰۱۴–۱۵، ۲۰۱۵–۱۶، ۲۰۱۶–۱۷، ۲۰۱۷–۱۸، ۲۰۱۸-۱۹، ۲۰۱۹-۲۰، ۲۰۲۰-۲۱، ۲۰۲۱-۲۲، ۲۰۲۲-۲۳، ۲۰۲۴-۲۰۲۵ (رکورد)

- - نایب‌قهرمانی (۱۰ بار): ۱۹۶۹–۷۰، ۱۹۷۰–۷۱، ۱۹۸۷–۸۸، ۱۹۹۰–۹۱، ۱۹۹۲–۹۳، ۱۹۹۵–۹۶، ۱۹۹۷–۹۸، ۲۰۰۳–۰۴، ۲۰۰۸–۰۹، ۲۰۱۱–۱۲ (رکورد)
- جام حذفی آلمان
  - قهرمان (۲۰ بار): ۱۹۵۶–۵۷، ۱۹۶۵–۶۶، ۱۹۶۶–۶۷، ۱۹۶۸–۶۹، ۱۹۷۰–۷۱، ۱۹۸۱–۸۲، ۱۹۸۳–۸۴، ۱۹۸۵–۸۶، ۱۹۹۷–۹۸، ۱۹۹۹–۲۰۰۰، ۲۰۰۲–۰۳، ۲۰۰۴–۰۵، ۲۰۰۵–۰۶، ۲۰۰۷–۰۸، ۲۰۰۹–۱۰، ۲۰۱۲–۱۳، ۲۰۱۳–۱۴، ۲۰۱۵–۱۶، ۲۰۱۸-۱۹، ۲۰۱۹-۲۰ (رکورد)
  - نایب‌قهرمانی (۴ بار): ۱۹۸۴–۸۵، ۱۹۹۸–۹۹، ۲۰۱۱–۱۲، ۲۰۱۷–۱۸
  - نیمه-نهایی (۷ بار): ۱۹۶۷–۶۸، ۱۹۷۳–۷۴، ۱۹۷۵–۷۶، ۲۰۰۱–۰۲، ۲۰۱۰–۱۱، ۲۰۱۴–۱۵، ۲۰۱۶-۱۷
  - یک‌چهارم-نهایی (۸ بار): ۱۹۶۹–۷۰، ۱۹۷۱–۷۲، ۱۹۷۲–۷۳، ۱۹۷۶–۷۷، ۱۹۸۷–۸۸، ۱۹۹۴–۹۵، ۱۹۹۶–۹۷، ۲۰۰۸–۰۹
  - دور ۳ (۱۰ بار): ۱۹۷۴–۷۵، ۱۹۷۷–۷۸، ۱۹۷۹–۸۰، ۱۹۸۰–۸۱، ۱۹۸۶–۸۷، ۱۹۸۸–۸۹، ۱۹۸۹–۹۰، ۱۹۹۳–۹۴، ۲۰۰۳–۰۴، ۲۰۰۶–۰۷
  - دور ۲ (۵ بار): ۱۹۷۸–۷۹، ۱۹۸۲–۸۳، ۱۹۹۱–۹۲، ۱۹۹۲–۹۳، ۱۹۹۵–۹۶
  - دور ۱ (۳ بار): ۱۹۴۲–۴۳، ۱۹۹۰–۹۱، ۲۰۰۰–۰۱
  - حضور نیافتند (۱۴ بار): ۱۹۴۰–۴۱، ۱۹۴۱–۴۲، ۱۹۵۲–۵۳، ۱۹۵۳–۵۴، ۱۹۵۴–۵۵، ۱۹۵۵–۵۶، ۱۹۵۷–۵۸، ۱۹۵۸–۵۹، ۱۹۵۹–۶۰، ۱۹۶۰–۶۱، ۱۹۶۱–۶۲، ۱۹۶۲–۶۳، ۱۹۶۳–۶۴، ۱۹۶۴–۶۵
- سوپر جام فوتبال آلمان
  - قهرمان (۱۰): (۱۹۸۷، ۱۹۹۰، ۲۰۱۰، ۲۰۱۲، ۲۰۱۶، ۲۰۱۷، ۲۰۱۸، ۲۰۲۰، ۲۰۲۱، ۲۰۲۲
  - (رکورد)
  - نایب‌قهرمانی: (۶) ۱۹۸۹، ۱۹۹۴، ۲۰۱۳، ۲۰۱۴، ۲۰۱۵، ۲۰۱۹، ۲۰۲۳ (رکورد)
- لیگا پوکال
  - قهرمانی (۶): ۱۹۹۷، ۱۹۹۸، ۱۹۹۹، ۲۰۰۰، ۲۰۰۴، ۲۰۰۷ (رکورد)
  - نایب‌قهرمانی (۱): ۲۰۰۶
  - نیمه-نهایی (۳): ۲۰۰۱، ۲۰۰۳، ۲۰۰۵
  - دور حذفی (۲): ۱۹۷۲–۷۳، ۲۰۰۲
- جام فوجی
  - قهرمانی (۵): ۱۹۸۶، ۱۹۸۷، ۱۹۸۸، ۱۹۹۴، ۱۹۹۵
  - نایب‌قهرمانی (۲): ۱۹۹۳، ۱۹۹۶
  - مقام سوم (۳): ۱۹۸۹، ۱۹۹۰، ۱۹۹۱
- جام تلکام
  - قهرمانی (۴): ۲۰۱۳، ۲۰۱۴، ۲۰۱۷
  - نایب (۱): ۲۰۱۰
  - مقام سوم (۳): ۲۰۰۹، ۲۰۱۱، ۲۰۱۲
  - چهارم (۱): ۲۰۱۵

### عناوین بین‌المللی (۱۴)
بایرن (در کنار یوونتوس، آژاکس، چلسی و منچستر یونایتد) یکی از پنج باشگاهی است که توانسته‌اند موفق به کسب سه جام عمدهٔ اروپایی شوند. آن‌ها ۶۷–۱۹۶۶ توانستند جام قهرمانی اروپا را کسب کنند، در ۷۴–۱۹۷۳ جام اروپا را بردند و در سال ۹۵–۱۹۹۶ موفق شدند جام یوفا را ببرند و تبدیل به سومین تیمی‌شوند که به این عنوان دست یافته‌است. آن‌ها همچنین آخرین تیمی هستند که برای سه فصل متوالی جام اروپا را ببرند و تا سه سال قهرمانان اروپا بمانند. این به آن‌ها اجازهٔ پوشیدن نشان قهرمان اروپا را به‌صورت دائمی در مسابقات اروپایی مثل لیگ قهرمانان اروپا می‌دهد.
- لیگ قهرمانان اروپا / جام اروپا
  - قهرمان: (۶) ۱۹۷۳–۷۴، ۱۹۷۴–۷۵، ۱۹۷۵–۷۶، ۲۰۰۰–۰۱، ۲۰۱۲–۱۳، ۲۰۱۹-۲۰(رکورد در کشور آلمان)
  - نایب‌قهرمانی: (۵) ۱۹۸۱–۸۲، ۱۹۸۶–۸۷، ۱۹۹۸–۹۹، ۲۰۰۹–۱۰، ۲۰۱۱–۱۲
  - نیمه-نهایی: (۹) ۱۹۸۰–۸۱، ۱۹۸۹–۹۰، ۱۹۹۰–۹۱، ۱۹۹۴–۹۵، ۱۹۹۹–۲۰۰۰، ۲۰۱۳–۱۴، ۲۰۱۴–۱۵، ۲۰۱۵–۱۶، ۲۰۱۷–۱۸
  - یک‌چهارم-نهایی: (۱۰) ۱۹۷۲–۷۳، ۱۹۷۶–۷۷، ۱۹۸۵–۸۶، ۱۹۸۷–۸۸، ۱۹۹۷–۹۸، ۲۰۰۱–۰۲، ۲۰۰۴–۰۵، ۲۰۰۶–۰۷، ۲۰۰۸–۰۹، ۲۰۱۶–۱۷
  - یک‌هشتم-نهایی: (۳) ۲۰۰۳–۰۴، ۲۰۰۵–۰۶، ۲۰۱۰–۱۱
- لیگ اروپا / جام یوفا
  - قهرمان: ۱۹۹۵–۹۶
  - نیمه-نهایی: (۳) ۱۹۷۹–۸۰، ۱۹۸۸–۸۹، ۲۰۰۷–۰۸
- جام قهرمانی اروپا / جام قهرمانی یوفا
  - قهرمان: ۱۹۶۶–۶۷ (رکورد مشترک در آلمان)
  - نیمه-نهایی: (۴) ۱۹۶۶–۶۷، ۱۹۶۷–۶۸، ۱۹۷۱–۷۲، ۱۹۸۴–۸۵
  - یک‌چهارم-نهایی: ۱۹۸۲–۸۳
- سوپرجام اروپا
  - قهرمانی: ۲۰۱۳، ۲۰۲۰ (رکورد در کشور آلمان)
  - فینالیست (بازی نکردند): ۱۹۷۴ (در آن سال بازی سوپرجام اروپا برگزار نشد چرا که دو تیم نتوانستند تاریخی مشخص برای انجام مسابقه ارائه دهند)
  - نایب‌قهرمانی: (۳) ۱۹۷۵، ۱۹۷۶، ۲۰۰۱ (رکورد در کشور آلمان)
- جام بین‌قاره‌ای
  - قهرمان: (۲) ۱۹۷۶، ۲۰۰۱ (رکورد در کشور آلمان)
- جام جهانی باشگاه‌های فیفا
  - قهرمان: ۲۰۱۳، ۲۰۲۰ (رکورد در کشور آلمان)

### عناوین منطقه‌ای (۲۲)
- رجیوناله مایسترشاف، اوبربایرن، مونشنر اشتادمایسترشاف
  - قهرمانی (۶ بار): ۱۹۰۲، ۱۹۰۳، ۱۹۰۴، ۱۹۰۵، ۱۹۰۶، ۱۹۰۸
- کرایسلیگا بایرن - سطح ۱ (۱۹۰۹–۱۹۲۳)
  - قهرمانی (۴ بار): ۱۹۱۰، ۱۹۱۱، ۱۹۲۰، ۱۹۲۳
  - نایب‌قهرمانی (۴ بار): ۱۹۱۲، ۱۹۱۳، ۱۹۱۷، ۱۹۱۸ (رکورد)
- بزیرکسلیگا بایرن - سطح ۱ (۱۹۲۳–۱۹۳۳)
  - قهرمانی (۷ بار): ۱۹۲۵–۲۶، ۱۹۲۷–۲۸، ۱۹۲۸–۲۹، ۱۹۲۹–۳۰، ۱۹۳۰–۳۱، ۱۹۳۱–۳۲، ۱۹۳۲–۳۳ (رکورد)
- گائولیگا بایرن - سطح ۱ (۱۹۳۳–۱۹۴۵)
  - قهرمانی (۱ بار): ۱۹۴۳–۴۴
- مسابقات فوتبال سطح ۱ جنوب آلمان
  - قهرمانی (۲ بار): ۱۹۲۵–۲۶، ۱۹۲۷–۲۸
  - نایب‌قهرمانی (۳ بار): ۱۹۰۹–۱۰، ۱۹۱۰–۱۱، ۱۹۲۸–۲۹، ۱۹۳۱–۳۲
- جام جنوب کشوری
  - قهرمانی (۱ بار): ۱۹۵۷
  - نایب‌قهرمانی (۱ بار): ۱۹۲۳
- رجیونالیگا ساد (لیگ دسته ۲ آلمان)
  - قهرمانی (۱ بار): ۱۹۶۴–۶۵
  - نایب‌قهرمانی (۱ بار): سال ۱۹۶۳–۶۴

### جوایز و افتخارات
- باشگاه ورزشی سال آلمان
  - برنده (۳ بار): ۱۹۶۷، ۲۰۰۱، ۲۰۱۳
- بهترین باشگاه سال
  - برنده (۱ بار): ۲۰۱۳
- بهترین باشگاه ماه
  - برنده (۹ بار): فوریه ۲۰۰۰، اکتبر ۲۰۰۱، اوت ۲۰۰۲، فوریه و آوریل ۲۰۰۸، سپتامبر ۲۰۱۱، سپتامبر ۲۰۱۲ و فوریه ۲۰۱۳.
- عنوان بازی جوانمردانهٔ فیفا
  - برنده: ۲۰۱۳
- عنوان بازی جوانمردانهٔ یوفا
  - برنده: (۲) ۲۰۰۷، ۲۰۱۳
- بهترین باشگاه فوتبال جهان از دیدگاه مجلهٔ ورلد ساکر
  - برنده (۱ بار): ۲۰۱۳
- بهترین باشگاه فوتبال جهان گلوب ساکر
  - برنده (۱ بار): ۲۰۱۳
- بهترین باشگاه ورزشی جهان لارویس ورلد اسپورتس
  - برنده: ۲۰۱۴
- برگ بوی نقره‌ای
  - برنده: ۱۹۶۷

### باشگاه فوتبال بایرن مونیخ ۲ (۱۰)
- رجیونالیگا ساد (لیگ دسته ۳ آلمان)
  - قهرمانی: ۲۰۰۴
- آماتورلیگا اوبربایرن (لیگ دسته ۴ آلمان)
  - قهرمانی: ۱۹۵۶
- لاندس‌لیگا (لیگ دسته ۴ آلمان)
  - قهرمانی: (۲) سال ۱۹۶۷ تا ۱۹۷۳
- رجیونالیگا بایرن (لیگ دسته ۴ آلمان)
  - قهرمانی: ۲۰۱۴
  - نایب‌قهرمانی: ۲۰۱۳، ۲۰۱۵
- جام باواریا
  - قهرمانی: ۲۰۰۲
- جام اوبربایرن
  - قهرمانی: (۳) سال ۱۹۹۵ ۲۰۰۱ ۲۰۰۲
- جام آی‌اف‌ای
  - قهرمانی: ۲۰۰۵
- آماتورلیگا ساد بایرن (لیگ دسته ۳ آلمان)
  - نایب‌قهرمانی: (۲) ۱۹۵۸ و ۱۹۶۱
- اوبرلیگا بایرن (لیگ دسته ۳ آلمان)
  - نایب‌قهرمانی: (۳) ۱۹۸۳، ۱۹۸۴، ۱۹۸۷

### تیم سوم بایرن مونیخ
- رقابت‌های زیر ۱۹ سال بوندس‌لیگا
  - قهرمانی: ۲۰۰۱، ۲۰۰۲، ۲۰۰۴
  - نایب: ۱۹۹۸، ۲۰۰۶، ۲۰۰۷، ۲۰۱۲، ۲۰۱۷
- رقابت‌های زیر ۱۷ سال بوندس‌لیگا
  - قهرمانی: ۱۹۸۹، ۱۹۹۷، ۲۰۰۱، ۲۰۰۷، ۲۰۱۷
  - نایب‌قهرمانی: ۲۰۰۰، ۲۰۰۹
- رقابت‌های زیر ۱۹ سال بوندس‌لیگا جنوب/غرب آلمان
  - قهرمانی: ۲۰۰۴، ۲۰۰۷، ۲۰۱۲، ۲۰۱۳
- رقابت‌های زیر ۱۷ سال بوندس‌لیگا جنوب/جنوب غربی آلمان
  - قهرمانی: ۲۰۰۹
- رقابت‌های زیر ۱۹ سال بوندس‌لیگا جنوب/غرب آلمان
  - قهرمانی: ۱۹۵۰، ۱۹۵۴
- رقابت‌های زیر ۱۵ سال بوندس‌لیگا جنوب آلمان
  - قهرمانی: ۱۹۸۲، ۱۹۸۵، ۱۹۸۷، ۱۹۹۰، ۱۹۹۱
- رقابت‌های زیر ۱۹ سال ایالت باواریا
  - قهرمانی: ۱۹۵۰، ۱۹۵۴، ۱۹۶۶، ۱۹۷۲، ۱۹۷۳، ۱۹۸۱، ۱۹۸۵، ۱۹۸۷، ۱۹۹۱، ۱۹۹۲، ۱۹۹۴، ۱۹۹۵، ۱۹۹۶
  - نایب: ۱۹۴۶، ۱۹۶۰، ۱۹۶۴، ۱۹۸۰، ۱۹۹۹‡
- رقابت‌های زیر ۱۷ سال ایالت باواریا
  - قهرمانی: ۱۹۷۶، ۱۹۷۸، ۱۹۸۳، ۱۹۸۵، ۱۹۸۶، ۱۹۸۸، ۱۹۸۹، ۱۹۹۳، ۱۹۹۴، ۱۹۹۷، ۱۹۹۸، ۲۰۰۰، ۲۰۱۰‡، ۲۰۱۴‡
  - نایب: ۱۹۸۲، ۱۹۸۷، ۱۹۹۰، ۱۹۹۲، ۱۹۹۶، ۲۰۱۲‡، ۲۰۱۵‡
- رقابت‌های زیر ۱۵ سال ایالت باواریا
  - قهرمانی: ۱۹۷۵، ۱۹۷۸، ۱۹۸۲، ۱۹۸۵، ۱۹۸۷، ۱۹۹۰، ۱۹۹۱، ۱۹۹۴، ۱۹۹۵، ۲۰۰۷، ۲۰۰۹
  - نایب: ۱۹۷۶، ۱۹۷۷، ۱۹۸۸، ۱۹۹۲، ۲۰۰۸
- ‡ تیم ذخیره

### افتخارات فردی
| افتخار | بازیکن              | سال                                |
| --- | ------------------- | ---------------------------------- |
| دروازه‌بان برتر قرن این عنوان تنها یک‌بار به بهترین گلر صد سال اخیر فوتبال اهدا شده‌است.                                                           | سپ مایر             |                                    |
| بالون دور [توپ طلا] (دور اول و دوم) این عنوان از سال ۱۹۵۶ تا سال ۲۰۰۹ به بهترین بازیکن سال فوتبال اهدا شده‌است.                                  | گرد مولر            | ۱۹۷۰                               |
| بالون دور [توپ طلا] (دور اول و دوم) این عنوان از سال ۱۹۵۶ تا سال ۲۰۰۹ به بهترین بازیکن سال فوتبال اهدا شده‌است.                                  | فرانتس بکن‌باوئر     | ۱۹۷۲، ۱۹۷۶                         |
| بالون دور [توپ طلا] (دور اول و دوم) این عنوان از سال ۱۹۵۶ تا سال ۲۰۰۹ به بهترین بازیکن سال فوتبال اهدا شده‌است.                                  | کارل-هاینتس رومنیگه | ۱۹۸۰، ۱۹۸۱                         |
| بالون دور [توپ طلا] (دور اول و دوم) این عنوان از سال ۱۹۵۶ تا سال ۲۰۰۹ به بهترین بازیکن سال فوتبال اهدا شده‌است.                                  | گرد مولر            | ۱۹۷۲                               |
| بالون دور [توپ طلا] (دور اول و دوم) این عنوان از سال ۱۹۵۶ تا سال ۲۰۰۹ به بهترین بازیکن سال فوتبال اهدا شده‌است.                                  | فرانتس بکن‌باوئر     | ۱۹۷۴، ۱۹۷۵                         |
| بالون دور [توپ طلا] (دور اول و دوم) این عنوان از سال ۱۹۵۶ تا سال ۲۰۰۹ به بهترین بازیکن سال فوتبال اهدا شده‌است.                                  | کارل-هاینتس رومنیگه | ۱۹۷۹                               |
| بالون دور [توپ طلا] (دور اول و دوم) این عنوان از سال ۱۹۵۶ تا سال ۲۰۰۹ به بهترین بازیکن سال فوتبال اهدا شده‌است.                                  | پل برایتنر          | ۱۹۸۱                               |
| بالون دور [توپ طلا] (دور اول و دوم) این عنوان از سال ۱۹۵۶ تا سال ۲۰۰۹ به بهترین بازیکن سال فوتبال اهدا شده‌است.                                  | یورگن کلینزمن       | ۱۹۹۵                               |
| بالون دور [توپ طلا] (دور اول و دوم) این عنوان از سال ۱۹۵۶ تا سال ۲۰۰۹ به بهترین بازیکن سال فوتبال اهدا شده‌است.                                  | فرانتس بکن‌باوئر     | ۱۹۶۶                               |
| بالون دور [توپ طلا] (دور اول و دوم) این عنوان از سال ۱۹۵۶ تا سال ۲۰۰۹ به بهترین بازیکن سال فوتبال اهدا شده‌است.                                  | گرد مولر            | ۱۹۶۹، ۱۹۷۳                         |
| بالون دور [توپ طلا] (دور اول و دوم) این عنوان از سال ۱۹۵۶ تا سال ۲۰۰۹ به بهترین بازیکن سال فوتبال اهدا شده‌است.                                  | الیور کان           | ۲۰۰۱، ۲۰۰۲                         |
| بهترین بازیکن سال فیفا (دور دوم) این عنوان از سال ۱۹۹۱ تا سال ۲۰۰۹ به بهترین بازیکن سال فوتبال اهدا شده‌است.                                     | الیور کان           | ۲۰۰۲                               |
| بهترین بازیکن سال فیفا (دور سوم) این عنوان از سال ۱۹۹۱ تا سال ۲۰۰۹ به بهترین بازیکن سال فوتبال اهدا شده‌است.                                     | یورگن کلینزمن       | ۱۹۹۵                               |
| بالون دور [توپ طلا] (دور سوم) این عنوان از سال ۲۰۱۰ به بعد، به بهترین بازیکن سال فوتبال اهدا شده‌است.(پس از ادغام عناوین توپ طلا فیفا و توپ طلا) | فرانک ریبری (نامزد) | ۲۰۱۳                               |
| بالون دور [توپ طلا] (دور سوم) این عنوان از سال ۲۰۱۰ به بعد، به بهترین بازیکن سال فوتبال اهدا شده‌است.(پس از ادغام عناوین توپ طلا فیفا و توپ طلا) | مانوئل نویر (نامزد) | ۲۰۱۴                               |
| بهترین بازیکن سال اروپا این عنوان از سال ۱۹۹۸ تا سال ۲۰۱۰ به بهترین فوتبالیست اروپا اهدا شده‌است.                                                | اشتفان افنبرگ       | ۲۰۰۱                               |
| بهترین دروازه‌بان اروپا این عنوان از سال ۱۹۹۸ تا سال ۲۰۱۰ به بهترین دروازه‌بان اروپا اهدا شده‌است.                                                 | الیور کان           | ۱۹۹۹، ۲۰۰۰، ۲۰۰۱، ۲۰۰۲             |
| بهترین بازیکن سال یوفا این عنوان از سال ۲۰۱۱ اهدا شده‌است.                                                                                       | فرانک ریبری         | ۲۰۱۳                               |
| توپ طلای فیفا این عنوان از سال ۱۹۸۲ اهدا شده‌است.                                                                                                | الیور کان (برنده)   | ۲۰۰۲                               |
| اونزه دور این عنوان از سال ۱۹۷۶ اهدا شده‌است. | کارل-هاینتس رومنیگه | ۱۹۸۰، ۱۹۸۱                         |
| جایزهٔ براوو (بهترین بازیکن جوان) این عنوان از سال ۱۹۷۸ اهدا شده‌است.                                                                             | اوون هارگریوز       | ۲۰۰۱                               |
| جایزهٔ براوو (بهترین بازیکن جوان) این عنوان از سال ۱۹۷۸ اهدا شده‌است.                                                                             | توماس مولر          | ۲۰۱۰                               |
| بهترین دروازه‌بان جهان این عنوان از سال ۱۹۸۷ اهدا شده‌است.                                                                                        | ژان-ماری فاف        | ۱۹۸۷                               |
| بهترین دروازه‌بان جهان این عنوان از سال ۱۹۸۷ اهدا شده‌است.                                                                                        | الیور کان           | ۱۹۹۹، ۲۰۰۱، ۲۰۰۲                   |
| بهترین دروازه‌بان جهان این عنوان از سال ۱۹۸۷ اهدا شده‌است.                                                                                        | مانوئل نویر         | ۲۰۱۳، ۲۰۱۴، ۲۰۱۵، ۲۰۱۶             |
| بهترین بازیکن سال فوتبال آلمان این عنوان از سال ۱۹۶۰ اهدا شده‌است.                                                                               | فرانتس بکن‌باوئر     | ۱۹۶۶، ۱۹۶۸، ۱۹۷۴، ۱۹۷۶             |
| بهترین بازیکن سال فوتبال آلمان این عنوان از سال ۱۹۶۰ اهدا شده‌است.                                                                               | گرد مولر            | ۱۹۶۷، ۱۹۶۹                         |
| بهترین بازیکن سال فوتبال آلمان این عنوان از سال ۱۹۶۰ اهدا شده‌است.                                                                               | سپ مایر             | ۱۹۷۵، ۱۹۷۷، ۱۹۷۸                   |
| بهترین بازیکن سال فوتبال آلمان این عنوان از سال ۱۹۶۰ اهدا شده‌است.                                                                               | کارل-هاینتس رومنیگه | ۱۹۸۰                               |
| بهترین بازیکن سال فوتبال آلمان این عنوان از سال ۱۹۶۰ اهدا شده‌است.                                                                               | پل برایتنر          | ۱۹۸۱                               |
| بهترین بازیکن سال فوتبال آلمان این عنوان از سال ۱۹۶۰ اهدا شده‌است.                                                                               | لوتار ماتیوس        | ۱۹۹۹                               |
| بهترین بازیکن سال فوتبال آلمان این عنوان از سال ۱۹۶۰ اهدا شده‌است.                                                                               | الیور کان           | ۲۰۰۰، ۲۰۰۱                         |
| بهترین بازیکن سال فوتبال آلمان این عنوان از سال ۱۹۶۰ اهدا شده‌است.                                                                               | میشائل بالاک        | ۲۰۰۳، ۲۰۰۵                         |
| بهترین بازیکن سال فوتبال آلمان این عنوان از سال ۱۹۶۰ اهدا شده‌است.                                                                               | فرانک ریبری         | ۲۰۰۸                               |
| بهترین بازیکن سال فوتبال آلمان این عنوان از سال ۱۹۶۰ اهدا شده‌است.                                                                               | آرین روبن           | ۲۰۱۰                               |
| بهترین بازیکن سال فوتبال آلمان این عنوان از سال ۱۹۶۰ اهدا شده‌است.                                                                               | باستین شواین‌اشتایگر | ۲۰۱۳                               |
| بهترین بازیکن سال فوتبال آلمان این عنوان از سال ۱۹۶۰ اهدا شده‌است.                                                                               | مانوئل نویر         | ۲۰۱۴                               |
| بهترین بازیکن سال فوتبال آلمان این عنوان از سال ۱۹۶۰ اهدا شده‌است.                                                                               | ژروم بوآتنگ         | ۲۰۱۶                               |
| بهترین بازیکن سال فوتبال آلمان این عنوان از سال ۱۹۶۰ اهدا شده‌است.                                                                               | فیلیپ لام           | ۲۰۱۷                               |
| بهترین بازیکن سال فوتبال اتریش این عنوان از سال ۱۹۸۴ اهدا شده‌است.                                                                               | داوید آلابا         | ۲۰۱۱، ۲۰۱۲، ۲۰۱۳، ۲۰۱۴، ۲۰۱۵، ۲۰۱۶ |
| بهترین شخصیت ورزشی سال اتریش این عنوان از سال ۱۹۴۹ اهدا شده‌است.                                                                                 | داوید آلابا         | ۲۰۱۳، ۲۰۱۴                         |
| بهترین بازیکن سال فوتبال کرواسی این عنوان از سال ۱۹۹۱ اهدا شده‌است.                                                                              | ایویکا اولیچ        | ۲۰۰۹، ۲۰۱۰                         |
| بهترین بازیکن سال فوتبال کرواسی این عنوان از سال ۱۹۹۱ اهدا شده‌است.                                                                              | ماریو مانژوکیچ      | ۲۰۱۲، ۲۰۱۳                         |
| بهترین شخصیت ورزشی سال کرواسی این عنوان از سال ۱۹۵۲ اهدا شده‌است.                                                                                | ماریو مانژوکیچ      | ۲۰۱۳                               |
| بهترین بازیکن سال فوتبال هلند این عنوان از سال ۱۹۵۱ اهدا شده‌است.                                                                                | آرین روبن           | ۲۰۱۴                               |
| بهترین بازیکن سال فوتبال فرانسه این عنوان از سال ۱۹۶۵ اهدا شده‌است.                                                                              | فرانک ریبری         | ۲۰۰۸، ۲۰۱۳                         |
| بهترین بازیکن سال فوتبال انگلستان این عنوان از سال ۲۰۰۳ اهدا شده‌است.                                                                            | اوون هارگریوز       | ۲۰۰۶                               |
| بهترین بازیکن سال فوتبال دانمارک این عنوان از سال ۱۹۶۳ اهدا شده‌است.                                                                             | برایان لادروپ       | ۱۹۹۲                               |
| بهترین بازیکن سال فوتبال سوئد این عنوان از سال ۱۹۴۶ اهدا شده‌است.                                                                                | پاتریک اندرسون      | ۲۰۰۱                               |
| بهترین بازیکن سال فوتبال لهستان این عنوان از سال ۱۹۷۳ اهدا شده‌است.                                                                              | رابرت لواندوفسکی    | ۲۰۱۴، ۲۰۱۵، ۲۰۱۶، ۲۰۱۷             |
| بهترین شخصیت ورزشی سال لهستان این عنوان از سال ۱۹۲۶ اهدا شده‌است.                                                                                | رابرت لواندوفسکی    | ۲۰۱۵                               |
| بهترین بازیکن سال فوتبال پاراگوئه این عنوان از سال ۱۹۹۷ اهدا شده‌است.                                                                            | روک سانتا کروز      | ۱۹۹۹                               |
| بهترین بازیکن سال فوتبال آسیا این عنوان از سال ۱۹۸۸ اهدا شده‌است.                                                                                | علی دایی            | ۱۹۹۹                               |
| بهترین بازیکن سال فوتبال غنا | ساموئل کافور        | ۱۹۹۸، ۱۹۹۹، ۲۰۰۱                   |
| بهترین بازیکن سال آفریقایی این عنوان از سال ۱۹۹۱ اهدا شده‌است.                                                                                   | ساموئل کافور        | ۲۰۰۱                               |

گلزنان برتر
| Golden Boot for Top Scorer in Europe - Winner of the Soulier d'Or | Golden Boot for Top Scorer in Europe - Winner of the Soulier d'Or |
| Player                                                            | سال(ها) / تعداد گل(ها) |
| ----------------------------------------------------------------- | --- |
| گرد مولر                                                          | ۱۹۷۰ (۳۸)، ۱۹۷۲ (۴۰) |
| UEFA قهرمان League Top scorers                                    | |
| Player                                                            | سال(ها) / تعداد گل(ها) |
| گرد مولر                                                          | ۱۹۷۳ (۱۲)، ۱۹۷۴ (۸)، ۱۹۷۵ (۵)، ۱۹۷۷ (۵) |
| کارل-هاینتس رومنیگه                                               | ۱۹۸۱ (۶) |
| Dieter Hoeneß                                                     | ۱۹۸۲ (۷) |
| UEFA Cup Top scorers                                              | |
| Player                                                            | سال(ها) / تعداد گل(ها) |
| Dieter Hoeneß                                                     | ۱۹۸۰ (۷) |
| یورگن کلینزمن                                                     | ۱۹۹۶ (۱۵) |
| Luca Toni                                                         | ۲۰۰۸ (۱۰) |
| Bundesliga top scorers                                            | |
| Player                                                            | سال(ها) / تعداد گل(ها) |
| گرد مولر                                                          | ۱۹۶۷ (۲۸)، ۱۹۶۹ (۳۰)، ۱۹۷۰ (۳۸)، ۱۹۷۲ (۴۰)، ۱۹۷۳ (۳۶)، ۱۹۷۴ (۳۰)، ۱۹۷۸ (۲۴) |
| کارل-هاینتس رومنیگه                                               | ۱۹۸۰ (۲۶)، ۱۹۸۱ (۲۹)، ۱۹۸۴ (۲۶) |
| Roland Wohlfarth                                                  | ۱۹۸۹ (۱۷)، ۱۹۹۱ (۲۱) |
| Giovane Élber                                                     | ۲۰۰۳ (۲۱) |
| Luca Toni                                                         | ۲۰۰۸ (۲۴) |
| Mario Gómez                                                       | ۲۰۱۱ (۲۸) |
| Robert Lewandowski                                                | ۲۰۱۶ (۳۰)، ۲۰۱۸ (۲۹) |
| Notes                                                             | ۱۹۶۷: jointly w/ Lothar Emmerich (Borussia Dortmund) ۱۹۷۴: jointly w/ یوپ هاینکس (Borussia Mönchengladbach) ۱۹۷۷: jointly w/ Dieter Müller (۱. FC Köln) ۱۹۸۹: jointly w/ Thomas Allofs (۱. FC Köln) ۲۰۰۳: jointly w/ Thomas Christiansen (VfL Bochum) The scores by Müller of 1972, 70 and 73 are still unmatched record! |
| ۱ºTop scorer World Cup                                            | |
| Player                                                            | سال(ها) / تعداد گل(ها) |
| گرد مولر                                                          | ۱۹۷۰ (۱۰) |
| Miroslav Klose                                                    | ۲۰۰۶ (۵) |
| توماس مولر                                                        | ۲۰۱۰ (۵) |
| ۲ºAll-time Top scorer World Cup goalscorers                       | |
| Player                                                            | سال(ها) / تعداد گل(ها) |
| Miroslav Klose                                                    | ۱۶ Goals (۲۰۰۲–۲۰۰۶–۲۰۱۰–۲۰۱۴) |
| گرد مولر                                                          | ۱۴ Goals (۱۹۷۰–۱۹۷۴) |
| توماس مولر                                                        | ۱۰ Goals (2010–2014–present) |

## بازیکنان قهرمان جام جهانی
زیر است جام جهانی برد، بازیکنان، بازی در بایرن مونیخ در برخی از نقطه در طول زندگی حرفه‌ای خود را. برجسته بازیکنان بازی برای بایرن مونیخ در حالی که پیروزی در جام جهانی.
- Hans Bauer (سوئیس ۱۹۵۴)
- Karl Mai (سوئیس ۱۹۵۴)
- فرانتس بکن‌باوئر (آلمان ۱۹۷۴)*
- Paul Breitner (آلمان ۱۹۷۴)
- یوپ هاینکس (آلمان ۱۹۷۴)**
- Uli Hoeneß (آلمان ۱۹۷۴)
- Jupp Kapellmann (آلمان ۱۹۷۴)
- سپ مایر (آلمان ۱۹۷۴)
- گرد مولر (آلمان ۱۹۷۴)
- Georg Schwarzenbeck (آلمان ۱۹۷۴)
- Raimond Aumann (ایتالیا ۱۹۹۰)
- کلاوس اوگنتالر (ایتالیا ۱۹۹۰)
- Thomas Berthold (ایتالیا ۱۹۹۰)
- Andreas Brehme (ایتالیا ۱۹۹۰)
- یورگن کلینزمن (ایتالیا ۱۹۹۰)
- Jürgen Kohler (ایتالیا ۱۹۹۰)
- Lothar Matthäus (ایتالیا ۱۹۹۰)
- Hans Pflügler (ایتالیا ۱۹۹۰)
- Stefan Reuter (ایتالیا ۱۹۹۰)
- Olaf Thon (ایتالیا ۱۹۹۰)
- Jorginho (ایالات متحدهٔ آمریکا ۱۹۹۴)
- Paulo Sérgio (ایالات متحدهٔ آمریکا ۱۹۹۴)
- Bixente Lizarazu (فرانسه ۱۹۹۸)
- Lúcio (کره‌جنوبی-ژاپن ۲۰۰۲)
- Massimo Oddo (آلمان ۲۰۰۶)
- Luca Toni (آلمان ۲۰۰۶)
- Xabi Alonso (آفریقای جنوبی ۲۰۱۰)
- Javi Martínez (آفریقای جنوبی ۲۰۱۰)
- Pepe Reina (آفریقای جنوبی ۲۰۱۰)
- ژروم بوآتنگ (برزیل ۲۰۱۴)
- Mario Götze (برزیل ۲۰۱۴)
- Mats Hummels (برزیل ۲۰۱۴)
- Miroslav Klose (برزیل ۲۰۱۴)
- Toni Kroos (برزیل ۲۰۱۴)
- فیلیپ لام (برزیل ۲۰۱۴)
- توماس مولر (برزیل ۲۰۱۴)
- مانوئل نویر (برزیل ۲۰۱۴)
- Lukas Podolski (برزیل ۲۰۱۴)
- باستین شواین‌اشتایگر (برزیل ۲۰۱۴)
- کورنتین تولیسو (روسیه ۲۰۱۸)

بنجامین پاوارد ( ۲۰۱۸ روسیه)
لوکاس هرناندز (۲۰۱۸ روسیه)
* فرانتس بکن‌باوئر برنده جام جهانی ۱۹۷۴ به عنوان بازیکن و در سال ۱۹۹۰ به عنوان مربی. او همچنین بازیکن و بعد از آن مربی برای بایرن مونیخ.
** یوپ هاینکس برنده جام جهانی به عنوان بازیکن و بعدها مربی بایرن مونیخ است.

## رکورد ها

### بوندس‌لیگا

#### سوابق همیشگی
- بیشترین حضور در بوندس لیگا:۵۷(مشترک با وردربرمن)
- بیشترین قهرمانی بوندس‌لیگا: ۳۳
- بیشترین قهرمانی متوالی بوندس‌لیگا: ۱۱ (۲۰۱۳ تا ۲۰۲۳)
- بیشترین پیروزی بوندسلیگا (۱۱۲۰) و امتیاز کسب شده (۳۷۶۹)
- بیشترین روز (که روز مسابقه باشد) در جایگاه نخست بوندس لیگا:۷۹۸
- بیشترین میانگین امتیاز در هر بازی در بوندس‌لیگا: ۲/۰۱
- بیشترین گل به ثبت رسانده در بوندسلیگا: ۴۱۳۳
- بیشترین برد متوالی در بوندس‌لیگا (هفته ۹ تا ۲۷ ۲۰۱۳–۱۴ فصل): ۱۹
- بیشترین شکست نخوردن در بوندسلیگا: ۵۳ (از بازی دهم ۲۰۱۲-۱۳ تا بازی بیست و هشتم فصل ۲۰۱۳-۱۴)
- بیشترین بازی برنده شده یک تیم در فصل نخست حضور در بوندسلیگا (۱۹۶۵–۶۶):۲۰
- سریعترین زمان رسیدن به قهرمانی در یک سال (فاصله امتیازی با تیم دوم) (۲۵ مارس فصل ۲۰۱۳–۱۴ )
- بیشترین تعداد بازی باقی مانده از فصل در حالی که قهرمان شدند: ۷ (فصل ۲۰۱۳-۱۴)
- بیشترین فاصله امتیازی با جایگاه دوم (۲۰۱۲–۱۳): ۲۵ امتیاز
- قهرمانی با کمترین میزان کسب سه امتیاز (بردن مسابقه) (۲۰۰۰–۰۱): ۶۳ (با ۱۹ برد)
- قهرمانی با بیشترین شکست را در یک فصل (۲۰۰۰–۰۱): ۹
- رکورد پیروزی بوندس‌لیگا : ۱۱–۱ v. Borussia Dortmund (۲۷ نوامبر ۱۹۷۱)
- رکورد شکست بوندس‌لیگا : ۰–۷ v. FC Schalke ۰۴ (۹ اکتبر ۱۹۷۶)

#### در یک فصل
- بیشترین امتیاز در پایان فصل (۲۰۱۲–۱۳): ۹۱
- بیشترین پیروزی در یک فصل (۲۰۱۲–۱۳ و ۲۰۱۳–۱۴): ۲۹
- کم ترین باخت در یک فصل (۱۹۸۶–۸۷ و ۲۰۱۲-۱۳): ۱
- بیشترین گل در یک فصل (۱۹۷۱–۷۲): ۱۰۱
- کمترین گل خورده در یک فصل (۲۰۱۵–۱۶): ۱۷
- بیشترین کلین شیت در یک فصل (۲۰۱۲–۱۳): ۲۱
- بیشترین برد متوالی در شروع فصل (۲۰۱۵–۱۶): ۱۰

#### سوابق در هر مسابقه
- به عنوان یک رکورد بدنام بایرن در بازی با دورتموند در فصل ۲۰۰۰–۰۱ «ناعادلانه» ترین بازی در بوندس‌لیگا سابقه ای با ۱۵ کارت نشان داده شده‌است (۱۰ زرد و ۱ زرد-قرمز ۲ قرمز)[۸] از آن ۱۲ کارت به بازیکنان بایرن داده شده است که یک رکورد در تاریخ بوندس‌لیگا محسوب میشود.

### رکورد های ملی دیگر
- بیشترین قهرمانی لیگ: ۳۳
- بیشترین قهرمانی جام حذفی فوتبال آلمان: ۲۰
- بیشترین قهرمانی سوپرکاپ: ۱۰
- بیشترین لیگا پوکال: ۶
- بیشترین دبل جام: ۱۳
- تنها باشگاه که سه گانه بین‌المللی دارد (لیگ قهرمانان اروپا ، دی اف بی پوکال ، بوندسلیگا) در ۲۰۱۲-۱۳ و ۲۰۱۹-۲۰ .
- تنها باشگاه که دوگانه داخلی ( بوندسلیگا ، دی اف بی پوکال) را پشت سر هم برده است ، سه بار ، در ۲۰۰۴-۰۵ و ۲۰۰۵-۰۶ ، در ۲۰۱۲-۱۳ و ۲۰۱۳-۱۴ ، در ۲۰۱۸-۱۹ و ۲۰۱۹-۲۰ ‌‌‌.
- تنها باشگاه ای که ده بار متوالی بوندس‌لیگا را برده است ، در ۲۰۱۲-۱۳ ، ۲۰۱۳-۱۴ ، ۲۰۱۴-۱۵ ، ۲۰۱۵-۱۶ ، ۲۰۱۶-۱۷ ، ۲۰۱۷-۱۸ ، ۲۰۱۸-۱۹ ، ۲۰۱۹-۲۰ و ۲۰۲۰-۲۱ . ۲۰۲۱-۲۰۲۲
- تنها باشگاه ای که برنده قهرمانی بوندسلیگا و جام حذفی با هر دو مردان و زنان شده است .
- رکورد پیروزی : ۱۶-۱ در برابر djkwaldberg

بزرگترین پیروزی بایرن در برابر rottach egern در ۸ آگوست ۲۰۱۹ ، در سال قبل در ۸ آگوست ۲۰۱۸ بایرن مونیخ شکست داد rottach egern را با نتیجه ۲۰-۲ که بزرگترین پیروزی دوستانه قبلی است .

### سوابق مربیگری
- طولانی‌ترین زمان مربیگری: Udo Lattekاز ۱۴ مارس ۱۹۷۰ به ۲ ژانویه ۱۹۷۵ و ۱ ژوئیه ۱۹۸۳ به ۳۰ ژوئن ۱۹۸۷ (۸ سال ۲۹۵ روز)[۹]
- بیشترین تعداد بازی به عنوان مربی : Udo Lattek  برای ۴۲۰ مسابقات بیش از یک دوره از ۸ سال و نه ماه از ۱۴ مارس ۱۹۷۰ به ۲ ژانویه ۱۹۷۵ و ۱ ژوئیه ۱۹۸۳ به ۳۰ ژوئن ۱۹۸۷ (۸ سال ۲۹۵ روز)[۱۰]

### سوابق بین‌المللی
- سریعترین گل در لیگ قهرمانان اروپا تاریخچه: پس از ۱۰ ثانیه توسط Roy Makaay در ۷ مارس ۲۰۰۷ برابر رئال مادرید.
- موفق به نمره حداقل دو گل در هر مسابقه از مرحله گروهی: ۲۰۱۰–۱۱ مرحله گروهی لیگ قهرمانان اروپا مرحله ضرب و شتم توسط بازل ۳–۰ در آخرین بازی.
- تنها باشگاه آلمانی که شش بازی گروهی خود در لیگ قهرمانان اروپا را برده است در: ۲۰۱۹-۲۰
- بالاترین مجموع پیروزی در لیگ قهرمانان اروپا به مرحله حذفی: ۱۲–۱ در ۲۴ فوریه ۲۰۰۹ (۵–۰) و ۱۱ مارس ۲۰۰۹ (۷–۱) در برابر اسپورتینگ.
- بزرگترین حاشیه پیروزی در مرحله حذفی در فرمت فعلی لیگ قهرمانان اروپا : بایرن مونیخ ۷–۰ بازل در ۲۰۱۱–۱۲.
- بزرگترین حاشیه پیروزی در یک چهارم نهایی لیگ قهرمانان اروپا : بایرن مونیخ ۶–۰ ۱. FC Kaiserslautern (۲–۰، ۴–۰) در ۱۹۹۸–۹۹ و ۸-۲ در برابر بارسلونا ( در یک مسابقه).
- بالاترین مجموع پیروزی در لیگ قهرمانان اروپا نیمه نهایی: ۷–۰ (۴–۰ و ۳–۰) مقابل بارسلونا (۲۰۱۳).
- بزرگترین حاشیه پیروزی در فینال: ۴–۰ اتلتیکو مادرید ۱۹۷۳–۷۴ (replay).
- رکورد برد متوالی در لیگ قهرمانان اروپا : ۱۵ (۱۸ سپتامبر ۲۰۱۹ تا ۲۵ نوامبر ۲۰۲۰)
- رکورد برد در خانه در لیگ قهرمانان اروپا: ۱۶ (۱۷ سپتامبر ۲۰۱۴ تا ۱۵ فوریه ۲۰۱۷)
- رکورد برد متوالی خارج از خانه:۷ (۱۹ فوریه ۲۰۱۳ تا ۱۹ فوریه ۲۰۱۴)
- طولانی‌ترین شکست ناپذیری در خانه در لیگ قهرمانان اروپا: ۴۳ بازی (۱۷ سپتامبر ۱۹۶۹ تا ۶ مارس ۱۹۹۱)
- طولانی ترین شکست ناپذیری در خارج از خانه در لیگ قهرمانان اروپا: ۱۹ بازی (۳۱ اکتبر ۲۰۱۷ تا ۱۴ سپتامبر ۲۰۲۱)

### توسط بازیکنان
از سال ۱۹۴۵ (ورود به Oberliga Süd)
- بیشترین حضور در تمام مسابقات: سپ مایر ۷۰۰
- بیشترین حضور در لیگ: سپ مایر 537[۱۴]
- بیشترین حضور در بوندس‌لیگا : سپ مایر ۴۷۳
- بیشترین حضور Oberliga Süd : Hans Bauer 259[۱۵]
- بیشترین حضور  Regionalliga Süd : Rainer Ohlhauser ۷۱
- بیشترین حضور در  جام : سپ مایر ۶۳
- بیشترین حضور بین قاره ای : الیور کان ۱۳۲
- بیشترین حضور در  لیگ قهرمانان اروپا + جام اروپا : توماس مولر با ۱۲۷ بازی
- بیشترین حضور هفته بیستم لیگ برتر + نمایشگاه‌های جام: کلاوس اوگنتالر ۲۹
- بیشترین حضور در جام قهرمانی جام: سپ مایر و گرد مولر ۲۵
- بیشترین حضور در یوفا Supercup : فرانتس بکن‌باوئربا برند Dürnbergerهای Udo Horsmannهای Jupp Kapellmannبا سپ مایر، کارل-هاینتس رومنیگه & Hans-Georg Schwarzenbeck ۴
- بیشترین حضور  جام بین قاره ای : Björn Anderssonفرانتس نادر باقری با Uli Hoeneßهای Udo Horsmannهای Jupp Kapellmannهای سپ مایر با گرد مولر، کارل-هاینتس رومنیگه هانس-گئورگ Schwarzenbeck و Conny Torstensson ۲
- بیشترین حضور در باشگاه جهان جام : داوید آلابابا ژروم بواتنگهای Mario Götzeهای خاوی مارتینزبا استونبا پرسپولیسبا ماریو Mandžukićهای مانوئل نویربا Rafinhaهای Franck Ribéryهای ژردان شکیری & Thiago ۲
- بیشترین حضور در  Supercup : توماس مولر ۱۰
- جوانترین بازیکن تیم اول : جمال موسیالا(۱۷ سال و ۱۱۵ روز)
- بیشترین حضور متوالی در بوندس‌لیگا: سپ مایر ۴۴۲ (از سال ۱۹۶۶ تا ۱۹۷۹)

| #  | Name                     | Years     | League | Cup | Europe | Other | Total |
| -- | ------------------------ | --------- | ------ | --- | ------ | ----- | ----- |
| ۱  | سپ مایر                  | ۱۹۶۲–۱۹۸۰ | ۵۳۷    | ۶۳  | ۷۹     | ۲۱    | ۷۰۰   |
| ۲  | الیور کان                | ۱۹۹۴–۲۰۰۸ | ۴۲۹    | ۵۷  | ۱۳۰    | ۱۶    | ۶۳۲   |
| ۳  | گرد مولر                 | ۱۹۶۴–۱۹۷۹ | ۴۵۳    | ۶۲  | ۷۴     | ۱۶    | ۶۰۵   |
| ۴  | فرانتس بکن‌باوئر          | ۱۹۶۴–۱۹۷۷ | ۴۲۷    | ۶۱  | ۷۱     | ۲۳    | ۵۸۲   |
| ۵  | Hans-Georg Schwarzenbeck | ۱۹۶۶–۱۹۸۱ | ۴۱۶    | ۵۷  | ۷۰     | ۱۱    | ۵۵۴   |
| ۶  | کلاوس اوگنتالر           | ۱۹۷۶–۱۹۹۱ | ۴۰۴    | ۵۰  | ۸۹     | ۲     | ۵۴۵   |
| ۷  | فیلیپ لام                | ۲۰۰۲–۲۰۱۷ | ۳۳۲    | ۵۴  | ۱۱۷    | ۱۴    | ۵۱۷   |
| ۸  | Bernd Dürnberger         | ۱۹۷۲–۱۹۸۵ | ۳۷۵    | ۴۳  | ۷۸     | ۹     | ۵۰۵   |
| ۹  | باستین شواین‌اشتایگر      | ۲۰۰۲–۲۰۱۵ | ۳۴۲    | ۴۷  | ۱۰۳    | ۸     | ۵۰۰   |
| ۱۰ | Mehmet Scholl            | ۱۹۹۲–۲۰۰۷ | ۳۳۴    | ۳۷  | ۸۸     | ۱۰    | ۴۶۹   |

### گلزنان
از سال ۱۹۴۵ (ورود به Oberliga Süd)
- بیشترین گل در همه مسابقات: گرد مولر ۵۶۳
- بیشترین گل در لیگ: گرد مولر 398[۱۶]
- بیشترین گل در بوندس‌لیگا : گرد مولر ۳۶۵
- بیشترین گل در Oberliga Süd : پیتر Grosser ۶۵
- بیشترین گل Regionalliga Süd : Rainerr Ohlhauser ۷۵
- بیشترین گل در  فنجان: گرد مولر ۷۸
- بیشترین گل بین قاره : گرد مولر ۶۹
- ترین‌های لیگ قهرمانان اروپا + جام اروپا اهداف: روبرت لواندوفسکی۵۸
- بیشترین گل در یک فصل لیگ قهرمانان اروپا : روبرت لواندوفسکی ۱۵
- ترین‌های هفته بیستم لیگ برتر + نمایشگاه فنجان اهداف: یورگن کلینزمن ۱۵
- ترین جام قهرمانی جام اهداف: گرد مولر ۲۰
- اکثر یوفا Supercup اهداف: گرد مولر ۳
- بیشترین جام بین قاره ای اهداف: Jupp Kapellmannهای ساموئل Kuffour و گرد مولر ۱
- بیشترین گل باشگاه، جام جهانی :روبرت لواندوفسکی ۲
- بیشترین گل Supercup : Robert Lewandowski ۶
- بیشترین گل در یک فصل: گرد مولر ۶۶ (در طول فصل ۱۹۷۲–۷۳)
- بیشترین گل در بوندس‌لیگا : روبرت لواندوفسکی ۴۱
- بیشترین بهترین گلزن فصل بوندس‌لیگا : گرد مولر ۷
- بیشترین بهترین گلزن جام: روبرت لواندوفسکی ۴
- بیشترین پاس گل در یک فصل بوندسلیگا : توماس مولر ۲۱ در فصل ۲۰۱۹-۲۰

| #  | Name                | Years        | League | Cup | Europe | Other | Total |
| -- | ------------------- | ------------ | ------ | --- | ------ | ----- | ----- |
| ۱  | گرد مولر            | ۱۹۶۴–۱۹۷۹    | ۳۹۸    | ۷۸  | ۶۶     | ۲۲    | ۵۶۴   |
| ۲  | کارل-هاینتس رومنیگه | ۱۹۷۴–۱۹۸۴    | ۱۶۲    | ۲۵  | ۳۰     | ۱     | ۲۱۸   |
| ۳  | Rainer Ohlhauser    | ۱۹۶۱–۱۹۷۰    | ۱۸۶    | ۱۶  | ۵      | ۸     | ۲۱۵   |
| ۴  | توماس مولر          | ۲۰۰۸–present | ۱۰۶    | ۲۷  | ۴۲     | ۳     | ۱۷۸   |
| ۵  | Robert Lewandowski  | ۲۰۱۴–present | ۱۰۹    | ۱۷  | ۲۹     | ۴     | ۱۵۹   |
| ۶  | Roland Wohlfarth    | ۱۹۸۴–۱۹۹۳    | ۱۱۹    | ۱۸  | ۱۸     | ۰     | ۱۵۵   |
| ۷  | Dieter Hoeneß       | ۱۹۷۹–۱۹۸۷    | ۱۰۲    | ۱۷  | ۲۶     | ۰     | ۱۴۵   |
| ۸  | آرین روبن           | ۲۰۰۹–present | ۹۸     | ۱۶  | ۲۴     | ۳     | ۱۴۱   |
| ۹  | Giovane Élber       | ۱۹۹۷–۲۰۰۳    | ۹۲     | ۱۶  | ۲۳     | ۸     | ۱۳۹   |
| ۱۰ | Dieter Brenninger   | ۱۹۶۲–۱۹۷۱    | ۱۱۱    | ۷   | ۷      | ۷     | ۱۳۲   |

## آمار باشگاه
| Fiscal year | Revenues in Mio. €[I] | Earnings in Mio. €[I] | Members[II] | Fanclubs | Fanclub members |
| ----------- | --------------------- | --------------------- | ----------- | -------- | --------------- |
| ۱۹۹۲–۹۳     | ۰۳۳٫۳                 | ۰۲٫۵                  | ۰۲۴٬۲۸۵     | ۰۷۲۰     | ?               |
| ۱۹۹۳–۹۴     | ۰۳۸٫۰                 | ۰۰٫۱                  | ۰۳۳٬۰۰۰     | ۰۸۵۰     | ?               |
| ۱۹۹۴–۹۵     | ۰۶۳٫۴                 | ۰۴٫۹                  | ۰۴۴٬۳۱۱     | ۱٬۱۰۰    | ?               |
| ۱۹۹۵–۹۶     | ۰۷۵٫۳                 | ۰۳٫۱                  | ۰۵۹٬۳۳۹     | ۱٬۳۴۸    | ۰۶۳٬۷۴۷         |
| ۱۹۹۶–۹۷     | ۰۸۴٫۵                 | ۰۷٫۷                  | ۰۷۱٬۷۵۷     | ۱٬۵۳۲    | ۰۷۸٬۹۵۸         |
| ۱۹۹۷–۹۸     | ۱۰۰٫۵                 | ۰۸٫۱                  | ۰۷۷٬۰۷۵     | ۱٬۶۱۷    | ۰۸۸٬۸۹۳         |
| ۱۹۹۸–۹۹     | ۱۲۷٫۷                 | ۱۲٫۳                  | ۰۸۱٬۹۵۷     | ۱٬۷۶۱    | ۰۹۸٬۷۲۸         |
| ۱۹۹۹–۰۰     | ۱۴۴٫۷                 | ۰۸٫۷                  | ۰۸۴٬۷۱۷     | ۱٬۸۴۵    | ۱۰۷٬۱۱۲         |
| ۲۰۰۰–۰۱     | ۱۷۳٫۲                 | ۱۶٫۵                  | ۰۹۱٬۲۸۸     | ۱٬۹۰۹    | ۱۱۵٬۳۴۳         |
| ۲۰۰۱–۰۲     | ۱۷۶٫۰                 | ۰۹٫۸                  | ۰۹۵٬۱۹۵     | ۱٬۹۸۰    | ۱۲۱٬۳۴۸         |
| ۲۰۰۲–۰۳     | ۱۶۲٫۷                 | ۰۰٫۴                  | ۰۹۶٬۴۴۰     | ۲٬۰۵۵    | ۱۳۲٬۳۰۸         |
| ۲۰۰۳–۰۴     | ۱۶۶٫۳                 | −۳٫۴                  | ۰۹۷٬۸۱۰     | ۲٬۱۲۳    | ۱۳۶٬۵۶۳         |
| ۲۰۰۴–۰۵     | ۱۸۹٫۵                 | ۰۶٫۶                  | ۱۰۴٬۷۲۰     | ۲٬۱۸۹    | ۱۴۶٬۰۰۹         |
| ۲۰۰۵–۰۶     | ۲۰۴٫۷                 | ۰۴٫۸                  | ۱۲۱٬۱۱۹     | ۲٬۲۹۰    | ۱۵۶٬۶۷۳         |
| ۲۰۰۶–۰۷     | ۲۲۵٫۸                 | ۱۸٫۹                  | ۱۳۵٬۷۵۲     | ۲٬۳۲۹    | ۱۶۴٬۵۸۰         |
| ۲۰۰۷–۰۸     | ۲۸۶٫۸                 | ۰۲٫۱                  | ۱۴۷٬۰۷۲     | ۲٬۴۳۷    | ۱۷۶٬۹۷۶         |
| ۲۰۰۸–۰۹     | ۲۶۸٫۷                 | ۰۲٫۵                  | ۱۵۱٬۲۲۷     | ۲٬۵۳۵    | ۱۸۱٬۶۸۸         |
| ۲۰۰۹–۱۰     | ۳۱۲٫۰                 | ۰۲٫۹                  | ۱۶۲٬۱۸۷     | ۲٬۷۶۴    | ۱۹۲٬۱۶۰         |
| ۲۰۱۰–۱۱     | ۲۹۰٫۹                 | ۰۱٫۳                  | ۱۷۱٬۳۴۵     | ۲٬۹۵۲    | ۲۰۴٬۲۳۵         |
| ۲۰۱۱–۱۲     | ۳۳۲٫۲                 | ۱۱٫۱                  | ۱۸۷٬۸۶۵     | ۳٬۲۰۲    | ۲۳۱٬۱۹۷         |
| ۲۰۱۲–۱۳     | ۳۹۳٫۹                 | ۱۴٫۰                  | ۲۲۳٬۹۸۵     | ۳٬۵۷۶    | ۲۶۲٬۰۷۷         |
| ۲۰۱۳–۱۴     | ۴۸۰٫۰                 | ۱۶٫۴                  | ۲۳۳٬۴۲۷     | ۳٬۷۴۹    | ۲۸۳٬۵۵۸         |
| ۲۰۱۴–۱۵     | ۴۸۵٫۶                 | ۱۵٫۱                  | ۲۵۱٬۳۱۵     | ۳٬۷۷۴    | ۲۹۳٬۶۰۷         |

## یادداشت
^من^ : نمایندگی هستند AG سود و درآمد است.
^II^ : این عدد نشان دهنده این باشگاه دادند.